# アルム谷線
アルム谷線（ドイツ語;Almtalbahn）は、オーストリア国鉄の鉄道線の名称である。路線番号は153。

## 運行形態[1]
1～2時間に1本の運行。大部分は線内のみの運行であるが、一日2往復のみ、101号線に直通する。なお、ヴェルスで、101号線ウィーン方面の特急と接続する。
2022年以前は、101号線への直通が一日1往復であった。

## 駅一覧
以下では、オーストリア国鉄153号線の駅と営業キロ、停車列車、接続路線などを一覧表で示す。
- 停車駅
  - ■印：全列車停車
  - ●印：大部分停車、一部通過

| 路線名 | 駅名                                 | 駅間営業キロ | 累計営業キロ     | 累計営業キロ       | R | 接続路線         | 所在地                   | 所在地                               |
| ------ | ------------------------------------ | ------------ | ---------------- | ------------------ | - | ---------------- | ------------------------ | ------------------------------------ |
| 153    | ヴェルス本駅                         | -            | ヴェルスから 0.0 |                    | ■ | 101号線、150号線 | オーバーエスターライヒ州 | ヴェルス市                           |
| 153    | ヴェルス地方線駅                     | 1.6          | 1.6              |                    | ■ |                  | オーバーエスターライヒ州 | ヴェルス市                           |
| 153    | ヴェルス展示場駅                     | 0.5          | 2.1              |                    | ● |                  | オーバーエスターライヒ州 | ヴェルス市                           |
| 153    | シャウアースベルク駅                 | 2.3          | 4.4              |                    | ■ |                  | オーバーエスターライヒ州 | ヴェルスラント郡                     |
| 153    | シュタインハウス・バイ・ヴェルス駅   | 2.0          | 6.4              |                    | ■ |                  | オーバーエスターライヒ州 | ヴェルスラント郡                     |
| 153    | オーバーハート駅                     | 2.6          | 9.0              |                    | ■ |                  | オーバーエスターライヒ州 | ヴェルスラント郡                     |
| 153    | ウンターハート駅                     | 1.7          | 10.7             |                    | ■ |                  | オーバーエスターライヒ州 | ヴェルスラント郡                     |
| 153    | ザットレト駅                         | 2.2          | 12.9             | ザットレトから 0.0 | ■ |                  | オーバーエスターライヒ州 | ヴェルスラント郡                     |
| 153    | グローセンドルフ駅                   | 4.6          | 17.5             | 4.6                | ■ |                  | オーバーエスターライヒ州 | キルヒドルフ・アン・デア・クレムス郡 |
| 153    | ヴィースミューレ駅                   | 2.4          | 19.9             | 7.0                | ■ |                  | オーバーエスターライヒ州 | キルヒドルフ・アン・デア・クレムス郡 |
| 153    | フォイツドルフ駅                     | 1.3          | 21.2             | 8.3                | ■ |                  | オーバーエスターライヒ州 | キルヒドルフ・アン・デア・クレムス郡 |
| 153    | ヴィルフリンク駅                     | 3.9          | 25.1             | 12.2               | ■ |                  | オーバーエスターライヒ州 | キルヒドルフ・アン・デア・クレムス郡 |
| 153    | ディーンストゥバージードルング駅     | 1.5          | 26.6             | 13.7               | ■ |                  | オーバーエスターライヒ州 | キルヒドルフ・アン・デア・クレムス郡 |
| 153    | ペッテンバッハ駅                     | 1.1          | 27.7             | 14.8               | ■ |                  | オーバーエスターライヒ州 | キルヒドルフ・アン・デア・クレムス郡 |
| 153    | シュタインバッハブリュッケ駅         | 4.2          | 31.9             | 19.0               | ■ |                  | オーバーエスターライヒ州 | キルヒドルフ・アン・デア・クレムス郡 |
| 153    | フィーヒトヴァンク駅                 | 2.6          | 34.5             | 21.6               | ■ |                  | オーバーエスターライヒ州 | グムンデン郡                         |
| 153    | シャーンシュタイン・ミュールドルフ駅 | 2.0          | 36.5             | 23.6               | ■ |                  | オーバーエスターライヒ州 | グムンデン郡                         |
| 153    | コトミューレ駅                       | 2.2          | 38.7             | 25.8               | ■ |                  | オーバーエスターライヒ州 | グムンデン郡                         |
| 153    | トラクセンビヒル駅                   | 1.1          | 39.8             | 26.9               | ■ |                  | オーバーエスターライヒ州 | グムンデン郡                         |
| 153    | グリューナウ・イム・アルムタル駅     | 3.2          | 43.0             | 30.1               | ■ |                  | オーバーエスターライヒ州 | グムンデン郡                         |